# Bajala
Bajala é uma vila no distrito de Dakshina Kannada, no estado indiano de Karnataka.

## Demografia
Segundo o censo de 2001, Bajala tinha uma população de 9960 habitantes. Os indivíduos do sexo masculino constituem 49% da população e os do sexo feminino 51%. Bajala tem uma taxa de literacia de 76%, superior à média nacional de 59,5%; com 52% para o sexo masculino e 48% para o sexo feminino. 12% da população está abaixo dos 6 anos de idade.